# 布萊克奧克鎮區 (阿肯色州富蘭克林縣)
布萊克奧克鎮區（英語：Black Oak Township）是位於美國阿肯色州富蘭克林縣的一個行政鎮區。

## 地方資料
布萊克奧克鎮區的面積為52.09平方千米，當中陸地面積為51.95平方千米，而水域面積為0.14平方千米。根據2010年美國人口普查的數據，當地共有人口158人，而人口密度為每平方千米3.03人。